# Ložín
Ložín est un village de Slovaquie situé dans la région de Košice.

## Histoire
Première mention écrite du village en 1227.

## Démographie

### Évolution de la population
| Année:               | 1994. | 2004.   | 2014.   | 2024.   |
| -------------------- | ----- | ------- | ------- | ------- |
| Nombre de personnes: | 766   | 817     | 807     | 833     |
| Différence:          |       | +6,65 % | -1,22 % | +3,22 % |

| Année:               | 2023. | 2024.   |
| -------------------- | ----- | ------- |
| Nombre de personnes: | 838   | 833     |
| Différence:          |       | -0,59 % |

## Politique
| Nom       | Parti politique     | Date de l'élection | Fin du mandat |
| --------- | ------------------- | ------------------ | ------------- |
| Ján Šimko | ĽS-HZDS,HZD,KDH     | 02.12.2006         | ?             |
| Ján Šimko | ĽS-HZDS,HZD,KDH,SNS | 21.06.2008         | Déc. 2010     |